# Trestieni, Briceni
Trestieni este un sat din cadrul comunei Colicăuți din raionul Briceni, Republica Moldova.

## Demografie

### Structura etnică
Structura etnică a satului conform recensământului populației din 2004:
| Grup etnic         | Populație | % Procentaj |
| ------------------ | --------- | ----------- |
| Ucraineni          | 305       | 58,43%      |
| Moldoveni / Români | 200       | 38,31%      |
| Ruși               | 17        | 3,26%       |
| Total              | 522       | 100%        |